# アイスランド交響楽団
アイスランド交響楽団（アイスランドこうきょうがくだん、アイスランド語: Sinfóníuhljómsveit Íslands, 英語: Iceland Symphony Orchestra．略称は英語に由来し(ISO)）は、アイスランドを代表するオーケストラであり、独創的なプログラム構成と結びついた高水準の演奏によって、北欧諸国の主要なオーケストラの一つに数えられている。2002年にウラディーミル・アシュケナージが桂冠指揮者に就任した。

## 沿革・概要
数世紀にわたってアイスランドの文化遺産は、サーガを主柱とする文学に固く根を下ろしており、近代的な意味での音楽は、19世紀からアイスランド文化の一部となっていた。海岸の寒村や点在する農村の少ない人口に加えて、何世紀にもわたる孤立や外国の支配も、アイスランドが文化的な不毛の地であることを物語ってはいなかった。とはいえ19世紀末における独立の気運と前兆は、より豊かな文化を求める結果を招き、やがて専門的なオーケストラを結成しようとする真剣な摸索が始まった。アイスランド国営放送局やレイキャヴィク音楽大学の設立（いずれも1930年）は、オーケストラ結成にとっての第一歩となったが、しかし公式にアイスランド交響楽団が設立されるのは、1950年3月9日まで待たねばならなかった。

## 活動
例年約60回の演奏会を行なっている。レイキャヴィクにおける予約定期公演のほか、国内外で演奏旅行を行なっており、近年ではフェロー諸島やグリーンランド、ドイツ、オーストリア、フランス、フィンランド、スウェーデン、デンマークを訪れた。2000年におけるアメリカ合衆国やカナダへのツアーは、それまでで最も盛大な演奏旅行であっただけでなく、アメリカで演奏に好意的な報道がなされたこともあり、同楽団の最大の成功例と認められている。
演奏活動を充実したものにするために、これまでユーディ・メニューインやヴィルヘルム・ケンプ、クラウディオ・アラウ、ムスティスラフ・ロストロポーヴィチ、エミール・ギレリス、ヴラディーミル・アシュケナージ、アンドレ・プレヴィン、ダニエル・バレンボイム、アンネ＝ゾフィー・ムター、ジョシュア・ベル、ルチアーノ・パヴァロッティといった著名な演奏家や声楽家と共演を続けてきた。
2008年に来日公演においてシベリウスの交響曲全曲演奏会という意欲的なプログラムが企画されたが、折悪しく世界同時不況の懸念とアイスランド国内の金融危機とのあおりを受けて、来日そのものが中止された。

## 歴代首席指揮者
- オーラヴ・シェラン （1952年–1955年）
- ボダン・ヴォディチコ (1965年–1968年、1970年–1971年)
- カルステン・アンデルセン (1973年–1978年)
- ジャン＝ピエール・ジャキラ （1978年～1986年）
- ペトリ・サカリ  (1987年–1993年、1996年–1998年)
- オスモ・ヴァンスカ （1993年–1996年）
- リコ・サッカーニ （1998年–2001年）
- ラモン・ガンバ （2002年–2010年）
- イラン・ヴォルコフ （2011年–2014年）
- ヤン・パスカル・トルトゥリエ （2016年–2018年）
- エヴァ・オリカイネン (2020年– )
- バーバラ・ハニガン (2026年– ) 次期首席指揮者[2]